# Gattlin Griffith
Gattlin Tadd Griffith (? –) amerikai színész.
Leginkább az Elcserélt életek (2008) és a Nyárutó (2013) című filmekből ismert. 
Epizódszerepeket játszott olyan tévésorozatokban, mint a Döglött akták, az Eli Stone, az Odaát és a Gyilkos elmék.

## Fiatalkora és családja
Los Angelesben született, Tad Griffith filmes kaszkadőr és Wendy Morrison Griffith gyermekeként. Családja immár negyedik generációs tagjaként, felmenőihez hasonlóan műlovaglással foglalkozik. Három öccse van, Callder West, Arrden Hunt és Garrison Cahill. Apai ágon nagyapja, Dick Griffith a ProRodeo Hall of Fame és a National Cowboy Hall of Fame, míg nagyanyja, Connie Rosenberger Griffith a National Cowgirl Hall of Fame tagja.
A Santa Clarita Warriors csapatában futballozott, és a Bishop Alemany High School 2017-es évfolyamába járt. A Los Angeles-i Kaliforniai Egyetem angol szakos hallgatója.

## Filmográfia

### Film
| Év   | Magyar cím                   | Eredeti cím                           | Szerep                       | Magyar hang    |
| ---- | ---------------------------- | ------------------------------------- | ---------------------------- | -------------- |
| 2002 |                              | Reckoning                             | Baby                         |                |
| 2008 | Elcserélt életek             | Changeling                            | Walter James Collins, Jr.    | Penke Soma     |
| 2009 | Szerelem a palackból         | Uncorked                              | Lucas "Luke" Browning        |                |
| 2009 | Páros mellékhatás            | Couples Retreat                       | Robert                       |                |
| 2009 | A másik lány                 | The New Daughter                      | Samuel "Sam" James           | Straub Norbert |
| 2010 |                              | Blood Done Sign My Name               | Timothy "Tim" Tyson          |                |
| 2010 |                              | The River Why                         | Bill Bob                     |                |
| 2011 | Zöld Lámpás                  | Green Lantern                         | Harold "Hal" Jordan fiatalon |                |
| 2011 | Ebugatta szerelem            | A Golden Christmas 2: The Second Tail | Freddie Donovan              |                |
| 2012 | Az ágy alatt                 | Under the Bed                         | Paulie Hausman               |                |
| 2013 | Nyárutó                      | Labor Day                             | Henry                        | Boldog Gábor   |
| 2020 |                              | Initiation                            | Beau Vaughn                  |                |
| 2021 |                              | Catch the Bullet                      | Jed Blake                    |                |
| 2023 |                              | What Rhymes with Reason               | Jesse Brandt                 |                |
| 2024 | Horizont: Egy amerikai eposz | Horizon: An American Saga             | Loftus hadnagy               |                |
| 2024 | Joker: Kétszemélyes téboly   | Joker: Folie à Deux                   | Álarcos Joker sofőr          |                |
| 2024 | Négy gólya                   | Incoming                              | Borotvált fejű               | Hamvas Dániel  |

### Televízió
| Év   | Magyar cím                            | Eredeti cím              | Szerep                  | Megjegyzések                 |
| ---- | ------------------------------------- | ------------------------ | ----------------------- | ---------------------------- |
| 2006 | Amiről a Vészhelyzetben sem beszélnek | Untold Stories of the ER | Brian Bogert            | 1 epizód                     |
| 2007 | Döglött akták                         | Cold Case                | Clayton "Clay" Hathaway | 1 epizód                     |
| 2007 | Így jártam anyátokkal                 | How I Met Your Mother    | fiú                     | 1 epizód                     |
| 2007 | Monk – A flúgos nyomozó               | Monk                     | Matthew                 | 1 epizód                     |
| 2008 |                                       | Unhitched                | bukósisakos fiú         | 1 epizód                     |
| 2008 | Eli Stone                             | Eli Stone                | Eli Stone fiatalon      | 1 epizód                     |
| 2009 | Az utolsó órában                      | Eleventh Hour            | Nicholas "Nicky" Harris | 1 epizód                     |
| 2009 | Nyomtalanul                           | Without a Trace          | Travis Feretti          | 1 epizód                     |
| 2009 | Odaát                                 | Supernatural             | Jesse Turner            | 1 epizód                     |
| 2010 | Castle                                | Castle                   | Tyler Donegal           | 1 epizód                     |
| 2010 | Gyilkos elmék                         | Criminal Minds           | Robert Brooks           | 1 epizód                     |
| 2022 |                                       | Star Trek: Picard        | bűnöző                  | 1 epizód                     |
| 2022 | A fiúk                                | The Boys                 | Puskapor                | visszatérő szerep (3 epizód) |

## Fordítás
- Ez a szócikk részben vagy egészben  a   Gattlin Griffith című angol Wikipédia-szócikk ezen változatának fordításán alapul.  Az eredeti cikk szerkesztőit annak laptörténete sorolja fel. Ez a jelzés csupán a megfogalmazás eredetét és a szerzői jogokat jelzi, nem szolgál a cikkben szereplő információk forrásmegjelöléseként.